# Distintivi dell'Esercito Italiano
Un distintivo militare è, nell'Esercito Italiano, un accessorio facente parte dell'uniforme preposto ad indicare uno stato, una posizione, un merito o una capacità particolare della persona che lo indossa. Esso differisce sostanzialmente dal grado o dall'onorificenza in quanto non è abbinato ad una medaglia, bensì ad un attestato di riconoscimento. Essi possono essere corredati da placche metalliche a mo' di distintivi o da nastrini specifici da apporre sul medagliere.
Essi sono suddivisi in diverse categorie e sono obbligatori da portare come ogni altra decorazione o grado, in quanto vengono utilizzati per identificare al meglio il militare che li indossa. In relazione al loro significato, sono divisi in differenti categorie, secondo il seguente ordine di successione:
- d'incarico
- d'onore
- di merito
- tradizionali
- ricordo
- di istruttore
- di appartenenza
- di specializzazione.

Ciascuna categoria di distintivi osserva il seguente ordine di successione:
- internazionali
- interforze
- della Forza Armata di appartenenza
- delle altre Forze Armate, nell'ordine di anzianità di costituzione
- civili.

I distintivi non nazionali seguono tutti i distintivi nazionali e sono disposti nell'ordine di categoria indicato per questi ultimi. Fra analoghi distintivi rilasciati da Stati diversi si segue l'ordine dettato, caso per caso, da ragioni di convenienza internazionale.

## Distintivi d'incarico
I distintivi d'incarico sono dei distintivi utilizzati temporaneamente dal personale che ricopre una carica specifica all'interno dell'Esercito. Essi sono in ordine di successione:

 Cordelline per gli Ufficiali che ricoprono cariche particolari

 Consigliere militare e Primo aiutante di campo del Presidente della Repubblica
 Consigliere militare aggiunto del Presidente della Repubblica; Assistente militare e Aiutante di campo del Presidente della Repubblica per l’Esercito italiano, per la Marina Militare, per l’Aeronautica Militare e per l'Arma dei                      Carabinieri; Addetto militare, navale ed aeronautico, titolare o aggiunto
 Addetto militare della Presidenza della Repubblica
 Aiutante di Campo, di bandiera e di volo
 Aiutante di Campo onorario del Presidente della Repubblica
 Aiutante Maggiore / Capo Ufficio Maggiorità e Personale
 Delegato presso il Comitato centrale di rappresentanza dei militari (COCER)
 Delegato presso il Comitato intermedio di rappresentanza dei militari (COIR)
 Delegato presso il Comitato di base di rappresentanza dei militari (COBAR)

 Sottufficiale di Corpo dell'Esercito

 Sottufficiale di Corpo

## Distintivi d'onore
I distintivi d'onore sono quei distintivi che segnalano una particolare condizione onorevole e sono utilizzati solitamente per quanti siano stati promossi o avanzati per merito di guerra oppure nel caso in cui, sempre a causa della guerra, essi abbiano contratto particolari condizioni fisiche o famigliari. 
Essi sono in ordine di successione:
 Mutilato in guerra (1916-1957, tipo a, b, c)
 Mutilato in guerra, personale non più in servizio (dal 1957 ad oggi)
 Mutilato in guerra, personale in servizio (dal ?)
 Mutilato in servizio (1934-1957)
 Mutilato in servizio (dal 1957 ad oggi)
 Deceduto in servizio (1934-1957)
 Deceduto in servizio (1957-?)
 Ferito in guerra (1917-1934)
 Ferito in guerra (dal 1934 ad oggi)
 Ferito in operazioni (dal 2009 ad oggi)
 Ferito in servizio, personale in servizio (dal 1934 ad oggi)

 Ferito in servizio, personale non in servizio (dal ?)
 ("galloncino in filo rosso") Ferite e mutilazioni riportate in azioni fasciste per la causa nazionale (1923-1935)
 ("distintivo Dolorando Ardo") Ferite e mutilazioni riportate in azioni fasciste per la causa nazionale (1935-1945)
 Orfano di guerra (1934-1952)
 Genitori e orfani dei caduti di guerra (dal 1952 ad oggi)
 Promozione per merito di guerra (per ufficiali generali ed ammiragli, dal 1947 ad oggi)
 Promozione per merito di guerra (per ufficiali superiori, dal 1947 ad oggi)
 Promozione per merito di guerra (per ufficiali inferiori, sottufficiali e truppa, dal 1947 ad oggi)
 Avanzamento per merito di guerra (per ufficiali generali ed ammiragli)
 Avanzamento per merito di guerra (per ufficiali superiori)
 Avanzamento per merito di guerra (per ufficiali inferiori, sottufficiali e truppa)
 Insegna d'Onore della Casa Militare della Presidenza della Repubblica
 Decorazione onorifica interforze dello Stato Maggiore della Difesa
 Personale che ha prestato servizio presso il Segretariato generale della Presidenza della Repubblica
 Distintivo d'onore del Centro alti studi per la Difesa (CASD)

## Distintivi di merito
I distintivi di merito sono dei particolari distintivi conseguiti in seguito alla frequentazione di determinati corsi o mediante la partecipazione ad alcune attività organizzate. Essi sono di due tipi, a spillo o a nastro, posti generalmente sul taschino sinistro, salvo diversamente previsto, se necessario su più righe, dopo i distintivi d'onore, o se a nastro, in fondo al medagliere. I distintivi di merito a spillo, sono, in ordine di successione:
 Ufficiali che hanno frequentato il Nato Defense College
Ufficiali e funzionari che hanno frequentato o diretto i corsi del Centro alti studi militari (CASM) ora IASD
 Ufficiali e funzionari che hanno frequentato o diretto i Corsi presso l'Istituto alti studi per la difesa (IASD)
 Ufficiali e funzionari che hanno frequentato o diretto i corsi del Centro alti studi per la difesa (CASD)
 Ufficiali che hanno frequentato o diretto i corsi presso l'Istituto Stati Maggiori Interforze (ISMI)
 Ufficiali frequentatori del Corso Superiore di Stato Maggiore Interforze presso l'Istituto Superiore di Stato Maggiore Interforze (ISSMI)
 Astronauta militare
 Astronauta militare abilitato al volo su navicella spaziale
 Pilota militare
 Ufficiali frequentatori del Corso Superiore di Stato Maggiore (per Ufficiali delle Armi)
 Ufficiali frequentatori del Corso Speciale di Stato Maggiore (per Ufficiali dei Corpi logistici e del Corpo degli Ingegneri)
 Osservatore d'aeroplano
 Pilota osservatore dell'Esercito
 Pilota d'elicottero
 Specialista dell'Aviazione dell'Esercito
 Paracadutista abilitato al lancio (dal 1966 ad oggi)
 Paracadutista militare (dal 1963 ad oggi)
 Direttore di lancio
 Direttore di lancio operativo ad alta quota con l'impiego di apparecchiature ad ossigeno
 Incursore abilitato all'effettuazione di lanci operativi ad alta quota con l'impiego di apparecchiature ad ossigeno
 Volontario in servizio permanente (VSP) che ha svolto con esito favorevole la Fase Basica del "Corso di Formazione Iniziale" presso la Scuola Sottufficiali dell'Esercito
 Ufficiali commissari reclutati con nomina diretta a mezzo concorso
 Ufficiali del Ruolo speciale delle Armi
 Distintivo dello sport militare (1969-1999)
 Distintivo dello sport con stella d'oro (dal 1999 ad oggi)
 Distintivo dello sport con stella d'argento (dal 1999 ad oggi)
 Distintivo dello sport con stella di bronzo (dal 1999 ad oggi)
 Distintivo dello sport con discobolo (dal 1999 ad oggi)

## Nastrini di merito interforze
Questi nastrini indicano il possesso di particolari titoli conseguiti a seguito di specifici Corsi o la partecipazione a particolari attività. I nastrini di merito interforze e di forza armata vanno applicati al di sopra del taschino sinistro (o corrispondente altezza nelle Uniformi per il personale femminile) delle Uniformi Ordinaria e di Servizio dopo quelli in uso per le decorazioni.
 Personale in servizio presso l'ufficio del Consigliere Militare della Presidenza del Consiglio dei Ministri
 Personale in servizio presso gli Uffici di diretta collaborazione del Ministro della difesa
 Nastrino di merito per il personale in servizio presso lo Stato Maggiore della Difesa o area interforze (o per coloro che hanno prestato servizio)
 Personale in servizio presso lo Stato Maggiore dell'Esercito
 Corso di qualificazione/specializzazione NBC (Nucleare Biologico Chimico)
 Ispettore/Accompagnatore CFE/CSBM (Conventional Armed Forces in Europe, Confidence and Security Building Measures, sistema di misure di rafforzamento della fiducia e della sicurezza)

## Nastrini di merito di Forza armata
Ufficiali che hanno frequentato il Corso di Stato Maggiore e conseguito il "Master in scienze strategiche"
 Corso di Stato Maggiore
 Corso di Stato Maggiore - APULT (Aggiornamento professionale per Ufficiali dei Corpi logistici e del Corpo degli Ingegneri dell'Esercito)
 Corso di specializzazione nelle attività di Staff (Ufficiali del Ruolo speciale delle Armi)
 Corso di branca per Marescialli
 Ufficiali delle Armi frequentatori del "Corso superiore di geografia militare"
 Ufficiali delle Armi frequentatore del "Corso di topografia militare"
 Ufficiali del Corpo di Amministrazione e Commissariato, periti in merceologia e chimica applicata
 Ufficiali del Corpo degli Ingegneri (indirizzo informatico, elettronico non COM ed elettronico)
 Ufficiali del Corpo degli Ingegneri (indirizzo motoristico)
 Ufficiali del Corpo degli Ingegneri (indirizzo materiali del genio)
 Ufficiali del Corpo degli Ingegneri (indirizzo elettronico comunicazioni COM)
 Ufficiali del Corpo degli Ingegneri (armi e munizioni)
 Ufficiali del Corpo degli Ingegneri (indirizzo geotopocartografico)
 Ufficiali del Corpo degli Ingegneri (indirizzo chimico-fisico)
 Personale insegnante militare o coordinatore didattico
 Sottufficiale di Corpo dell'Esercito
 Sottufficiale di Corpo
 Sottufficiali infermieri
 Sottufficiali tecnici di radiologia
 Sottufficiali odontotecnici
 Sottufficiali Infermieri veterinari
 Incursore
 Ranger
 Acquisitore obiettivi

## Distintivi tradizionali[34]
I distintivi tradizionali rappresentano il simbolo di un Ente o Unità e l'appartenenza (o l'avvenuta appartenenza) del personale a questi. Si differenziano dai distintivi di appartenenza in quanto il trasferimento ad altro Ente o Unità (o la soppressione del reparto) non fa decadere il diritto a portarli.

Uffici di Presidenza/Gabinetto
 Personale militare addetto ai Presidenti emeriti della Repubblica
 Personale militare in servizio presso l'Ufficio degli Affari militari della Presidenza della Repubblica
 Personale militare in servizio presso gli Uffici di diretta collaborazione del Ministro della difesa
 Ufficiale Generale già Comandante Generale dell'Arma dei Carabinieri

Scuole e Corsi di Formazione
 Ufficiali ex Allievi dell'Accademia militare di Modena
 Ufficiali ex Allievi della Scuola militare "Nunziatella"
 Ufficiali ex Allievi della Scuola militare "Teuliè"
 Corsi di Allievo Sottufficiale (fino al 77º corso)
 Corsi di Allievo Maresciallo
 Corsi dell'Accademia Militare (fino al 149º corso)
 Corsi dell'Accademia Militare (dal 150º al 172º corso)
 Corsi dell'Accademia Militare (dal 173º corso)
 Sottufficiale proveniente dalla Scuola sottufficiali dell'Esercito Italiano (fino al 77º corso)
 Maresciallo che ha svolto i corsi presso la Scuola sottufficiali dell'Esercito Italiano 
 Ufficiale e Sottufficiale impiegato nel settore Trasporti e Materiali (TRAMAT) dell'Esercito

Brigate e Reggimenti
 Unità della Brigata "Sassari"
 Brigata meccanizzata "Legnano"
 Brigata meccanizzata "Trieste"
 Brigata meccanizzata "Mantova"
 Brigata meccanizzata "Gorizia"
 Brigata missili "Aquileia"
 Brigata alpina "Orobica"
 Brigata alpina "Cadore"
 52º battaglione "Alpi"
 78º reggimento fanteria "Lupi di Toscana"
 82º reggimento fanteria "Torino"
 84º battaglione fanteria "Venezia"
 157º reggimento fanteria "Liguria"
 reggimento lagunari "Serenissima"
 Comando "EUROFOR"

## Distintivi ricordo
I distintivi ricordo indicano l'appartenenza del personale a Unità o Reparti che hanno partecipato ad operazioni particolari.
 Ricordo della campagna di Russia (Reduce di Russia)
 Militare già inquadrato nelle unità del 1º Raggruppamento Motorizzato e del Corpo Italiano di Liberazione (CIL) (1943-1945)
 Paracadutista in guerra
 Comandante di Unità corazzate (dotate organicamente di carri armati o semoventi da combattimento) o Pilota di mezzi corazzati (carri armati o semoventi da combattimento) che abbiano partecipato a "fatti d'arme"
 Comandante di Unità corazzate (dotate organicamente di carri armati o semoventi da combattimento) o Pilota di mezzi corazzati (carri armati o semoventi da combattimento) in tempo di pace
 Personale del Comando e delle unità di artiglieria contraerei
Seguono i Distintivi commemorativi delle operazioni militari italiane.

## Distintivi da istruttore
I distintivi da istruttore indicano l'acquisizione di un brevetto.
 Istruttore militare di alpinismo e di combattimento in montagna
 Istruttore militare di sci e di combattimento in montagna
 Istruttore militare di sci, alpinismo e di combattimento in montagna
 Istruttore militare scelto di alpinismo e di combattimento in montagna
 Istruttore militare scelto di sci e di combattimento in montagna
 Istruttore militare scelto di sci, alpinismo e di combattimento in montagna
 Alpinista accademico militare
 Guida alpina militare
 Istruttore militare di paracadutismo
 Istruttore militare di paracadutismo con la tecnica di caduta libera (TCL)
 Istruttore militare di educazione fisica
 Istruttore militare di equitazione
 Istruttore militare di volo e specialità
 Istruttore militare di scuola guida
 Istruttore militare di difesa personale e tecnica del disarmo
 Istruttore di metodo di combattimento militare di 2° livello
 Istruttore di metodo di combattimento militare di 3° livello
 Istruttore militare di tiro
 Istruttore tiratore scelto
 Istruttore militare di pilotaggio per mezzi anfibi e natanti
 Istruttore pattugliatore scelto
 Istruttore scelto pattugliatore scelto
 Istruttore di aeromobilità
 Istruttore cinofilo
 Istruttore di Diritto delle operazioni militari (DOM)

## Distintivi di appartenenza di Enti ed Unità
Questi distintivi indicano l'appartenenza del personale ad un Ente o ad una Unità e vengono portati solo per il periodo di permanenza effettiva ai suddetti Enti e Unità.

## Nastrini di specializzazione
I nastrini di specializzazione indicano il possesso di particolari titoli conseguiti mediante la frequenza di determinati corsi si specializzazione.
 Operatore CIMIC (Civil-Military Cooperation, Cooperazione Civile-Militare COCIM) (specializzazione interforze)
 Pattugliatore scelto
 Comandante di pattuglia guida
 "Cavaliere scelto" (1º livello)
 "Speranza" (2º livello)
 Fuciliere scelto
 Tiratore scelto
 Consulente legale
 Esploratore anfibio
 Qualificazione anfibia
 Personale qualificato EOD (Explosive Ordnance Disposal) 1º livello
 Personale qualificato EOD 2º livello
 Personale qualificato IEDD (Improvised Explosive Device Disposal)
 Corso di specializzazione nel servizio infrastrutturale
 Corso superiore di specializzazione nel servizio infrastrutturale
 Formatore di 1º livello (abilitato OSP, orientamento e sviluppo professionale)
 Formatore di 2º livello (abilitato OSP)
 Selettore Attitudinale (abilitato OSP)
 Interprete militare
 Operatore/conducente cinofilo militare
 Addetto ai Media Combat Team MCT
 Vigilatore e custode militare VCM
 Operatore cyber di 1° e 2° livello
 Esperto Ambientale della Difesa
 Esperto Ambientale della Difesa (Master Universitari di II livello attinenti alla tutela ambientale e siano impiegati/stati impiegati per almeno due anni negli Organi di Vertice dell’area TO/TA.)